# Beloviška Reka
Beloviška Reka (makedonska: Беловишка Река) är ett periodiskt vattendrag i Nordmakedonien. Det rinner genom kommunen Jegunovce, i den nordvästra delen av landet, 27 kilometer väster om huvudstaden Skopje.